# Cantón de Vigy
El cantón de Vigy era una división administrativa francesa, que estaba situada en el departamento de Mosela y la región de Lorena.

## Composición
El cantón estaba formado por veintitrés comunas:
- Antilly
- Argancy
- Ay-sur-Moselle
- Burtoncourt
- Chailly-lès-Ennery
- Charleville-sous-Bois
- Charly-Oradour
- Ennery
- Failly
- Flévy
- Glatigny
- Hayes
- Les Étangs
- Malroy
- Noisseville
- Nouilly
- Sainte-Barbe
- Saint-Hubert
- Sanry-lès-Vigy
- Servigny-lès-Sainte-Barbe
- Trémery
- Vigy
- Vry

## Supresión del cantón de Vigy
En aplicación del Decreto nº 2014-183 de 18 de febrero de 2014,el cantón de Vigy fue suprimido el 22 de marzo de 2015 y sus 23 comunas pasaron a formar parte del nuevo cantón de País de Messin.